# LTG Infra
LTG Infra ist das staatliche Eisenbahninfrastrukturunternehmen in Litauen. LTG Infra entstand am 1. Juli 2019 durch Abspaltung von der Eisenbahngesellschaft Lietuvos geležinkeliai (LTG). LTG Infra ist ein Tochterunternehmen der LTG.
LTG Infra betreibt 1910 km Eisenbahnstrecke. Die Spurweiten sind 1520 mm (1790 km) bzw. 1435 mm (120 km). Die Strecken belarussische Grenze–Kena–Vilnius, Vilnius–Kaunas und Lentvaris–Trakai sind mit 25 kV / 50 Hz elektrifiziert. Das Streckennetz von LTG Infra ist verbunden mit den Netzen von PKP Polskie Linie Kolejowe, LDz infrastruktūra, Belaruskaja tschyhunka und Rossijskije schelesnyje dorogi.
Außerdem fallen noch 164 Bahnhöfe und Haltepunkte in die Zuständigkeit der LTG Infra.

## Projekte
Zu Beginn der 2020er Jahre investiert LTG Infra vor allem in:
- Elektrifizierung
- Neubaustrecke Rail Baltica
- Herstellen der Zweigleisigkeit